# Microrégion de Paranaíba
La microrégion de Paranaíba est l'une des quatre microrégions qui subdivisent l'est de l'État du Mato Grosso do Sul au Brésil.
Elle comporte 4 municipalités qui regroupaient 76 442 habitants en 2010 pour une superficie totale de 17 188 km2.

## Municipalités[1]
- Aparecida do Taboado
- Inocência
- Paranaíba
- Selvíria